# Nitroaniline
Die Nitroaniline (selten: Nitraniline, Aminonitrobenzole) sind aromatische Verbindungen, die sich sowohl vom Anilin als auch vom Nitrobenzol ableiten. Durch unterschiedliche Anordnung (ortho, meta oder para) der Substituenten ergeben sich drei Konstitutionsisomere mit der Summenformel C6H6N2O2.

## Vertreter
| Nitroaniline                        |                                                                   |                                                        |                                                        |
| Name                                | 2-Nitroanilin                                                     | 3-Nitroanilin                                          | 4-Nitroanilin                                          |
| Andere Namen                        | o-Nitroanilin, 1-Amino-2-nitrobenzol                              | m-Nitroanilin, 1-Amino-3-nitrobenzol, C.I. 37030       | p-Nitroanilin, 1-Amino-4-nitrobenzol                   |
| Strukturformel                      | Struktur von o-Nitroanilin                                        | Struktur von m-Nitroanilin                             | Struktur von p-Nitroanilin                             |
| CAS-Nummer                          | 88-74-4                                                           | 99-09-2                                                | 100-01-6                                               |
| PubChem                             | 6946                                                              | 7423                                                   | 7475                                                   |
| Summenformel                        | C6H6N2O2                                                          | C6H6N2O2                                               | C6H6N2O2                                               |
| Molare Masse                        | 138,13 g·mol−1                                                    | 138,13 g·mol−1                                         | 138,13 g·mol−1                                         |
| Aggregatzustand                     | fest                                                              | fest                                                   | fest                                                   |
| Kurzbeschreibung                    | gelbe bzw. orange, fast geruchlose, kristalline Pulver            | gelbe bzw. orange, fast geruchlose, kristalline Pulver | gelbe bzw. orange, fast geruchlose, kristalline Pulver |
| Schmelzpunkt                        | 71 °C                                                             | 114 °C                                                 | 147 °C                                                 |
| Siedepunkt                          | 284 °C                                                            | Zers.                                                  | 336 °C                                                 |
| Dampfdruck                          | 0,26 Pa (30 °C)                                                   | 0,15 Pa (30 °C)                                        | 0,02 Pa (30 °C)                                        |
| Dampfdruck                          | 1,89 Pa (50 °C)                                                   | 0,31 Pa (50 °C)                                        | 0,05 Pa (50 °C)                                        |
| pKS-Wert der konjugierten Säure BH+ | −0,26                                                             | 2,466                                                  | 1,00                                                   |
| Löslichkeit                         | 1,1 g/l (20 °C)                                                   | 1,2 g/l (24 °C)                                        | 0,5 g/l (20 °C)                                        |
| Löslichkeit                         | schwerlöslich in Wasser, löslich in Ethanol, Ether und Chloroform |                                                        |                                                        |
| GHS- Kennzeichnung                  | \| \| \|Gefahr                                                    | \| \| \|Gefahr                                         | \| \| \|Gefahr                                         |
| H- und P-Sätze                      | 301+311+331‐373‐412                                               | 301+311+331‐373‐412                                    | 301+311+331‐373‐412                                    |
| H- und P-Sätze                      | keine EUH-Sätze                                                   |                                                        |                                                        |
| H- und P-Sätze                      | 273‐280‐301+310 302+352+312‐304+340+311‐314                       | 273‐280‐301+310+330 302+352+312‐304+340+311‐314        | 273‐280‐304+340 302+352‐308+310                        |
| Gefahrensymbol                      | Gefahrensymbol                                                    |                                                        |                                                        |

## Darstellung
3-Nitroanilin kann gewonnen werden durch:
- Reduktion von 1,3-Dinitrobenzol mit Natriumsulfid in wässriger Lösung

2-Nitroanilin kann zusammen mit 4-Nitroanilin gewonnen werden durch:
- Nitrierung und Hydrolyse von Acetanilid (eine Schutzgruppe ist erforderlich, da sonst neben der Nitrierung auch Oxidationen eintreten)

Synthese von 2-Nitroanilin bzw. 4-Nitroanilin:
Die NH_{2}-Gruppe des Anilins (1) wird mittels Essigsäureanhydrid geschützt, dabei entsteht Acetanilid (2). Dieses wird unter Einwirken von Schwefelsäure, Salpetersäure sowie Essigsäure zu 2-Nitroacetanilid (3a) bzw. 4-Nitroacetanilid (3b) nitriert. Schließlich erfolgt die säurekatalysierte Abspaltung der Schutzgruppe, so dass man 2-Nitroanilin (4a) bzw. 4-Nitroanilin (4b) erhält.

- Erhitzen von 2- bzw. 4-Chlornitrobenzol mit alkoholischem Ammoniak
- Sulfonierung, Nitrierung und Hydrolyse von Oxanilid und Acetanilid[7]

Die weltweite Produktion beträgt etwa 20.000 bis 25.000 Tonnen pro Jahr.

## Eigenschaften

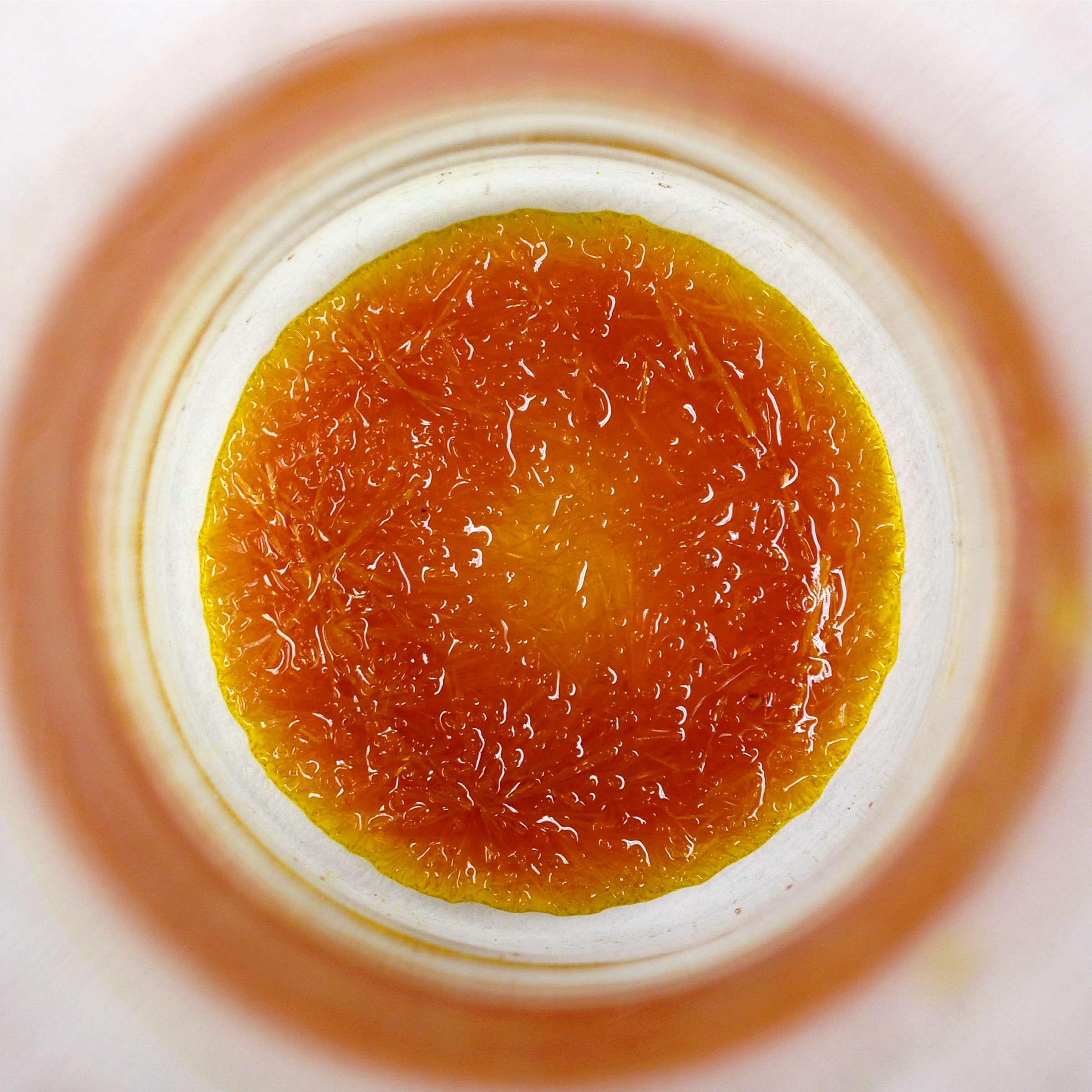
Sich bildende Kristalle von p-Nitroanilin

Die Nitroaniline bilden gelbe bzw. orange kristalline Pulver. Sie sind schwerlöslich in Wasser, löslich in Ethanol, Ether und Chloroform.

2-Nitroanilin mit intramolekularer Wasserstoffbrücke

### Basizität
Die Nitroaniline sind im Vergleich zum Anilin deutlich weniger basisch, was sich in den in der Tabelle angegebenen kleineren pKS-Werte der konjugierten Säuren BH+ ausdrückt. Der Grund hierfür ist die elektronenziehende Wirkung der Nitrogruppe (−M- und −I-Effekt), die die Elektronendichte am Stickstoff der Aminogruppe reduziert und so die Aufnahme eines Protons erschwert.

### Schmelzpunkte
Die Schmelzpunkte zeigen deutliche Unterschiede. Das 2-Nitroanilin besitzt den niedrigsten Schmelzpunkt, da es eine intramolekulare Wasserstoffbrücke ausbilden kann. Die beiden anderen Isomere bilden im Gegensatz dazu intermolekulare Wasserstoffbrücken aus. Das 4-Nitroanilin besitzt aufgrund seiner Symmetrie den höchsten Schmelzpunkt.

## Verwendung
Die Nitroaniline werden fast ausschließlich als Zwischenprodukte zur Herstellung anderer organischer Verbindungen eingesetzt. So entstehen z. B. durch Hydrierung der Nitrogruppe die Phenylendiamine und durch Diazotierung Nitrobenzonitrile.
4-Nitroanilin ist z. B. Ausgangspunkt zur Synthese des Azofarbstoffs Pararot:

Synthese von Pararot ausgehend von 4-Nitroanilin (1). Dieses reagiert nach Einwirken von Schwefelsäure und Natriumnitrit zu einem Diazoniumsalz (2), welches mit 2-Naphthol zum Pararot (3) gekuppelt wird.

4-Nitroanilin wurde als Echtrot GG Base und 2-Nitroanilin als Echtorange GR Base mit Naphthol AS für Entwicklungsfarbstoffe verwendet und die entsprechenden stabilisierten Diazoniumsalze als Echtrot GG Salz, bzw. Echtorange GR Salz vermarktet.

## Derivate
Einige Derivate des 3-Nitroanilins schmecken sehr süß. Das 1-Propoxy-2-amino-4-nitrobenzol hat eine Süßkraft von 4.100 in Bezug auf Saccharose und wurde einige Zeit unter dem Namen Ultrasüß P-4000 als Süßstoff verwendet, hat aber aus toxikologischen Gründen keine Bedeutung mehr.

## Sicherheitshinweise
Nitroaniline sind giftig. Bei Kontakt von Nitroanilinen mit organischen Stoffen und Einwirkung von Feuchtigkeit kann eine spontane Entzündung erfolgen.